# Bruno Sotty
 (août 2015).
- Si vous ne connaissez pas le sujet, laissez ce bandeau (vous pouvez alors contacter les auteurs).
- Si vous supprimez le contenu mis en cause (vous pouvez préalablement contacter les auteurs),

argumentez précisément cette suppression dans la page de discussion
(un manque de référence n'est pas un argument ; une recherche réelle de référence doit avoir été effectuée, être formellement documentée).
Pas d'image ? Cliquez ici
Bruno Sotty est un pilote automobile français né le 1er novembre 1949 à Chablis (Yonne), qui a principalement couru lors de compétitions sur circuits pour voitures de sport monoplaces (SP) et en courses de côte. Il est également avocat au barreau de Dijon depuis 1977.

## Biographie

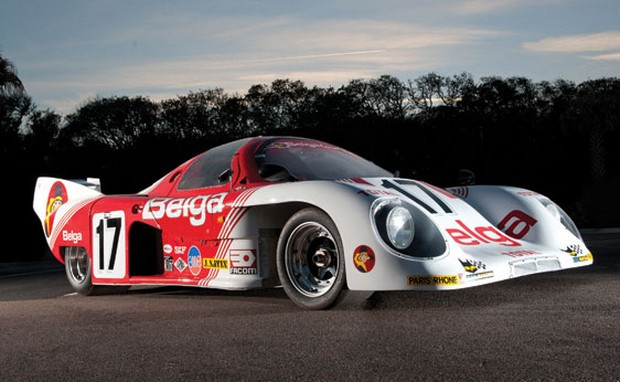
Une Rondeau M379B, ici de 1980 - équipage belge des frères Martin.

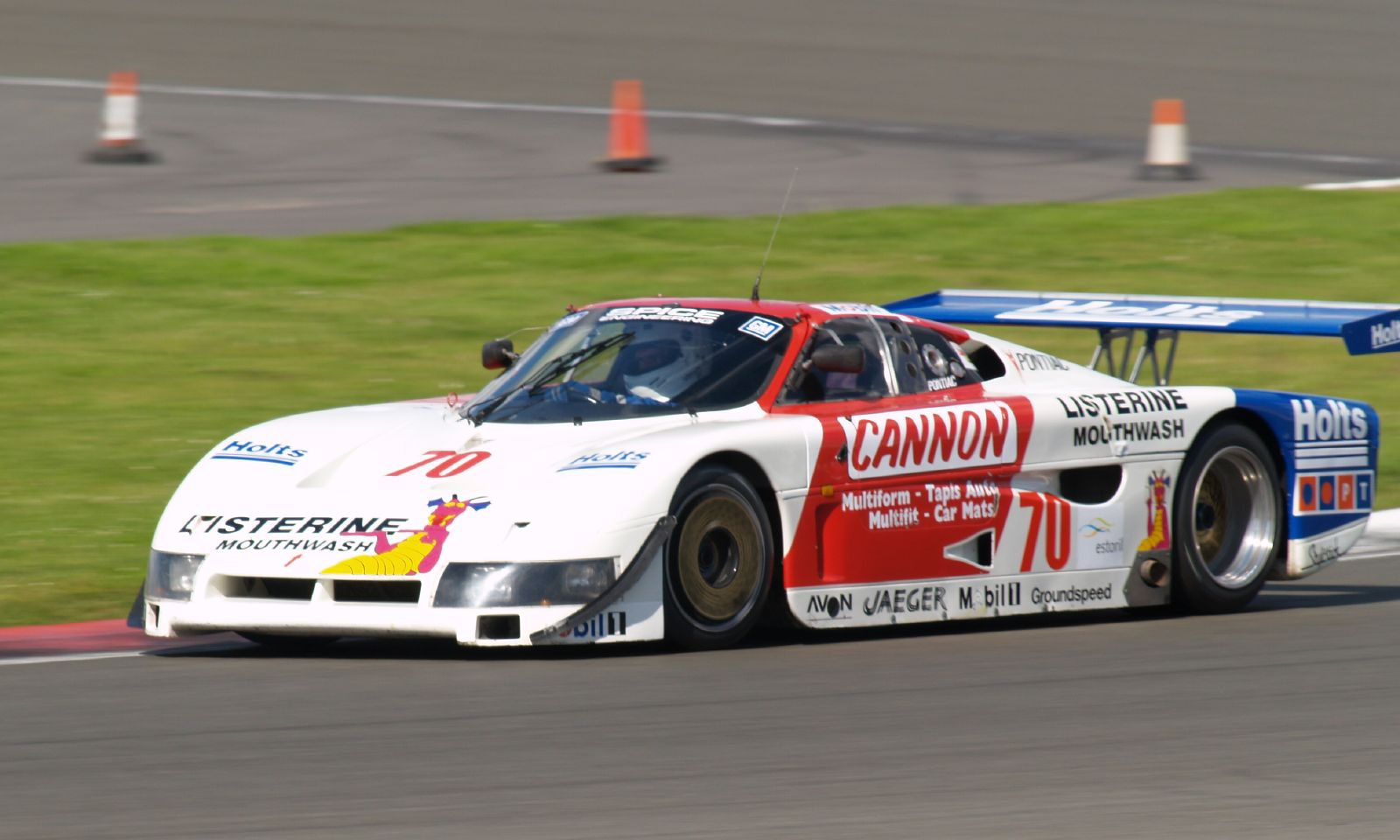
Une Spice SE86 Pontiac, au Silverstone Classic 2007.

Il commence sa carrière en compétition en 1969 en courses de montagne, au volant d'une Dauphine construite par Fernand Picard et Brunetti, les auteurs de la célèbre Renault 4CV.
Remarqué par un mécène auxerrois qui lui prête une Formule GRÂC, il fait une saison de côte en 1971 avant de construire une HEMA en 1972, puis une Toralba en 1973.
En 1974, alors étudiant en droit, il construit un prototype Lola BLS (pour Belin Lory Sotty), avec lequel il remporte plus de 50 victoires dans différentes catégories. Jusqu'en 1978, il écume les courses de côte du championnat de France de la montagne au volant d'une Chevron B21 (qui appartenait auparavant à Christine Beckers), d'une Lola T 296 et 298, puis d'une Toj Sc 206. Il est sacré champion de France de la montagne en 1976.
En 1979, il abandonne la course de côte à la suite d'une violente sortie de route pour se tourner définitivement vers le circuit. La même année, il termine 4e des 6 Heures de Vallelunga au volant d'une Chevron B36-Chrysler.
Il est vice-champion de France des circuits en 1983, une compétition pour laquelle il a couru plus de douze courses entre 1984 et 1986. Il remporte à deux reprises les 6 Heures du Castellet au volant d'une Osella PA8 BMW (les 7 avril et 27 octobre 1985, organisées au circuit Paul-Ricard), ainsi que plusieurs courses à Albi, Lédenon et Magny-Cours, puis à Montlhéry durant la saison 1986.
Il participe une trentaine de fois au championnat du monde des voitures de sport entre 1982 et 1989, majoritairement au volant d'une SP Rondeau M379 et d'une Tiga GC85, et plus rarement d'une Spice SE 86 C. Il finit sa carrière lors des 6 Heures de Spa-Francorchamps au volant d'une Spice SE86C, après avoir participé à la victoire de l'écurie Spice Engineering au championnat mondial de catégorie C2.

## Les 24 Heures du Mans
Il participe aux 24 Heures du Mans à douze reprises entre 1977 et 1989. En 1980, il remporte la compétition dans la catégorie 2 litres aux côtés de Philippe Hesnault et Dominique Laurent au volant d'une Chevron B36 ROC. Cette victoire lui fait gagner en notoriété et lui permet d'entrer dans l'écurie Rondeau.
| Édition | Écurie                | Équipe                                                  | Châssis              | Moteur          | Abandon                                         | Classement par catégorie | Classement général             |
| ------- | --------------------- | ------------------------------------------------------- | -------------------- | --------------- | ----------------------------------------------- | ------------------------ | ------------------------------ |
| 1977    | Georges Bourdillat    | Georges Bourdillat, Alain-Michel Bernard et Bruno Sotty | Porsche Carrera      | Porsche F6      | Autour de 6 heures, défaillance technique       | 9e                       | 42e                            |
| 1978    | Pronuptia             | Gérard Cuynet, Jean-Claude Dutrey et Bruno Sotty        | Lola T 296 Ford      | NC              | Non                                             | 4e                       | Non classé (distance parcourue |
| 1979    | Pronuptia             | Gérard Cuynet, Marc Frischknecht et Bruno Sotty         | Lola T 296 Ford      | NC              | Autour de 16 heures, sortie de piste            | 8e                       | 36e                            |
| 1980    | Roc Yacco             | Daniel Laurent, Philippe Hesnault et Bruno Sotty        | Chevron B36 Roc      | NC              | Non                                             | 1er                      | 17e                            |
| 1981    | Chevalley             | André Chevalley, Patrick Gaillard et Bruno Sotty        | Ford ACR 80 B        | NC              | Autour de 11 heures, défaillance de l'embrayage | 11e                      | 51e                            |
| 1982    | Primagaz              | Bruno Sotty, Pierre Yver et Lucien Guitteny             | Rondeau M 379 C Ford | Cosworth DFV V8 | Non                                             | 5e                       | 10e                            |
| 1983    | Valentin Bertapelle   | Bruno Sotty et Gérard Cuynet                            | URD C 81 BMW         | NC              | Non                                             | 11e                      | 14e                            |
| 1985    | Bussi Racing          | Bruno Sotty, Jean-Claude Justice et Patrick Oudet       | Rondeau M 382 Ford   | NC              | Non                                             | 14e                      | 18e                            |
| 1986    | Lucien Rossiaud       | Noël Del Bello, Lucien Rossiaud et Bruno Sotto          | Rondeau M 379 Ford   | NC              | Non                                             | 5e                       | 17e                            |
| 1987    | Vetir Racing          | Bruno Sotty, Jean-Claude Justice et Patrick Oudet       | Tiga GC 85 Ford      | NC              | Autour de 17 heures, défaillance moteur         | 13e                      | 20e                            |
| 1988    | Pierre-Alain Lombardi | Pierre-Alain Lombardi et Bruno Sotty                    | Rondeau M 379 C Ford | NC              | Non                                             | 9e                       | 27e                            |
| 1989    | Pierre-Alain Lombardi | Pierre-Alain Lombardi, Bruno Sotty et Fabio Magnani     | Spice SE 87 C Ford   | NC              | Abandon à 5 heures, crevaison                   | 13e                      | 45e                            |